# Zenturie
Zenturie (lateinisch centuria, von centum, „hundert“) war im römischen Militär ursprünglich eine Abteilung von 100 Mann (später 80 Mann), in der ältesten Zeit vornehmlich eine Abteilung von 100 Reitern.
Servius Tullius übertrug den Namen auf die 193 Abteilungen, in welche er die gesamte waffenfähige Bürgerschaft nach Maßgabe ihres Vermögens einteilte, 18 Zenturien Reiter (oder Ritter) und 175 Zenturien Fußvolk, von denen 80 zur ersten, je 20 zur zweiten, dritten und vierten und 30 zur fünften Vermögensklasse gehörten. Die unterhalb der fünften Klasse stehenden bildeten zusammen eine Zenturie; die noch übrigen 4 Zenturien wurden aus den für den Krieg erforderlichen Zimmerleuten und Spielleuten gebildet. In der nach Zenturien angestellten Volksversammlung (comitia centuriata) hatte jede Zenturie eine Stimme, und die Abstimmung fand in der Weise statt, dass die Ritterzenturien mit der Abstimmung begannen und dann die übrigen Zenturien nach ihrem Rang folgten, weshalb es, wenn die Ritter und die Zenturien der ersten Klasse übereinstimmten, da diese die Majorität bildeten, einer weiteren Abstimmung nicht bedurfte. In einer späteren, nicht mit Sicherheit zu bestimmenden Zeit wurde indes hinsichtlich der Zenturien eine Änderung getroffen, infolge derer dieses Übergewicht der Ritter und der Bürger der ersten Klasse eingeschränkt wurde.
Die Einteilung nach Klassen und Zenturien bestimmte die Art des Kriegsdienstes, die Art der Rüstung und Bewaffnung, die Stellung im Heer und in der Schlacht.
Ursprünglich zerfiel das schwerbewaffnete Fußvolk jeder Legion wahrscheinlich in 30 Abteilungen von je 100 Mann, also Zenturien, die aber gewöhnlich als Manipel bezeichnet wurden. Im 2. Jahrhundert v. Chr. erfolgte die Aufteilung der Manipel in zwei Hälften. Diese wurden dann, obwohl sie die Zahl 100 nicht erreichten, Zenturie genannt. Die Führer der Manipeln hießen Centurionen. Nach der Aufteilung in zwei Zenturien hatte ein Manipel dann zwei Zenturionen, wovon der dienstgradhöhere den Befehl über das gesamte Manipel führte. Jede Zenturie bestand ab der späten Republik wiederum aus 10 contubernia („Zeltgemeinschaften“) von je 8 Mann.
Im letzten Jahrhundert der Republik sind die Legionen in je 10 Kohorten geteilt, von denen jede drei Manipeln und damit sechs Zenturien enthält. Eine Ausnahme ist die erste Kohorte, die aus fünf Doppelzenturien besteht.
In der Landwirtschaft bedeutete Zenturie ein Stück Land von 100 Heredia, etwa 50 Hektar.

## Centuria (Spanischer Bürgerkrieg)
Zu Beginn des Spanischen Bürgerkrieges organisierten sich die republikanischen Milizeinheiten in Centurien (Hundertschaften). Innerhalb der Centuria bildete die Zehnergruppe die kleinste Einheit, die von einem Elften, dem gewählten bzw. ernannten Gruppenführer geführt wurde. Die Centuria war Teil einer Columna – vor allem in Katalonien und Aragon 1936.